# Сортування комірками
Сортування комірками або коміркове сортування (англ. Bucket sort) — це стабільний алгоритм впорядкування, що доцільно використовувати, якщо вхідні дані розподілені рівномірно. В основі алгоритму лежить розподілення всіх елементів по скінченній кількості комірок. Кожна комірка впорядковується окремо іншим алгоритмом впорядкування або ж рекурсивно алгоритмом впорядкування комірками. Сортування комірками є узагальненням сортування підрахунком.
Алгоритм працює за час {\displaystyle O(N)}, оскільки використовує додаткову інформацію про елементи.

## Псевдокод алгоритму
Тоді як сортування підрахунком припускає, що входові дані складються з цілих чисел із маленького діапазону, сортування комірками припускає, що входові дані утворені випадковим процесом, що розподіляє елементи рівномірно і незалежно в проміжку {\displaystyle [0,1)}. Процедура {\displaystyle \;Bucket\_Sort(A)} виконує впорядкування масиву {\displaystyle A\;}
```

  

    

      

        

        
B

        
u

        
c

        
k

        
e

        
t

        
_

        
S

        
o

        
r

        
t

        
(

        
A

        
)

      

    

    
{\displaystyle \;Bucket\_Sort(A)}

  

1 

  

    

      

        
n

        
←

        
l

        
e

        
n

        
g

        
t

        
h

        
[

        
A

        
]

      

    

    
{\displaystyle n\leftarrow length[A]}

  

  
2 
for
 

  

    

      

        
i

        
←

        
1

      

    

    
{\displaystyle i\leftarrow 1}

  

 
to
 

  

    

      

        

        
n

      

    

    
{\displaystyle \;n}

  

3         
do
 Вставити елемент 

  

    

      

        

        
A

        
[

        
i

        
]

      

    

    
{\displaystyle \;A[i]}

  

 в список 

  

    

      

        

        
B

        
[

        
⌊

        
n

        
A

        
[

        
i

        
]

        
⌋

        
]

      

    

    
{\displaystyle \;B[\lfloor nA[i]\rfloor ]}

  

4 
for
 

  

    

      

        
i

        
←

        
0

      

    

    
{\displaystyle i\leftarrow 0}

  

 
to
 

  

    

      

        

        
n

        
−

        
1

      

    

    
{\displaystyle \;n-1}

  

5         
do
 Впорядкувати список 

  

    

      

        

        
B

        
[

        
i

        
]

      

    

    
{\displaystyle \;B[i]}

  

6 Об'єднати списки 

  

    

      

        

        
B

        
[

        
0

        
]

        
,

        
B

        
[

        
1

        
]

        
,

        
.

        
.

        
.

        
,

        
B

        
[

        
n

        
−

        
1

        
]

      

    

    
{\displaystyle \;B[0],B[1],...,B[n-1]}

  

```

## Аналіз складності алгоритму
Виконання всіх елементів алгоритму, крім рядка 5, очевидно вимагає {\displaystyle \;O(n)} часу. Залишається підрахувати повний час, що знадобиться на n викликів алгоритму сортування у рядку 5. Будемо вважати, що використовується алгоритм сортування вставкою.
Час роботи сортування комірками буде:
{\displaystyle T(n)=\Theta (n)+\sum _{i=0}^{n-1}O\left(n_{i}^{2}\right)}, де {\displaystyle n_{i}} — кількість елементів масиву, що потрапили в i-у комірку.
Обчислимо математичне очікування: {\displaystyle M[T(n)]=M\left[\Theta (n)+\sum _{i=0}^{n-1}O\left(n_{i}^{2}\right)\right]=}
{\displaystyle =\Theta (n)+M\left[\sum _{i=0}^{n-1}O\left(n_{i}^{2}\right)\right]=\Theta (n)+\sum _{i=0}^{n-1}O\left(M\left[n_{i}^{2}\right]\right)}
Так як всі комірки рівноправні, то {\displaystyle M\left[n_{i}^{2}\right]=F(n),\forall i}
Справедливим є запис:
{\displaystyle n_{i}=\sum _{j=1}^{n}\chi _{ij},\quad \chi _{ij}={\begin{cases}1&,A[i]\in B[j]\\0\end{cases}}}
Тобто, {\displaystyle n_{i}} представляється сумою незалежних однаково розподілених випадкових величин. Тоді:
{\displaystyle M\left[n_{i}^{2}\right]=M\left[\left(\sum _{j=1}^{n}\chi _{ij}\right)^{2}\right]=M\left[\sum _{j=1}^{n}\sum _{k=1}^{n}\chi _{ij}\chi _{ik}\right]=M\left[\sum _{j=1}^{n}\chi _{ij}^{2}+\sum _{j=1}^{n}\sum _{1\leq k\leq n,k\neq j}^{n}\chi _{ij}\chi _{ik}\right]=}
{\displaystyle =\sum _{j=1}^{n}M\left[\chi _{ij}^{2}\right]+\sum _{j=1}^{n}\sum _{1\leq k\leq n,k\neq j}^{n}M\left[\chi _{ij}\chi _{ik}\right]=\sum _{j=1}^{n}{\frac {1}{n}}+\sum _{j=1}^{n}\sum _{1\leq k\leq n,k\neq j}^{n}M\left[\chi _{ij}\right]M\left[\chi _{ik}\right]=}
{\displaystyle =1+n(n-1){\frac {1}{n^{2}}}=1+{\frac {n-1}{n}}=2-{\frac {1}{n}}}
Підставивши результат у вираз для {\displaystyle T(n)} маємо:
{\displaystyle M[T(n)]=\Theta (n)+\sum _{i=0}^{n-1}O\left(2-{\frac {1}{n}}\right)=\Theta (n)+O(n)=\Theta (n)}
Отже, очікуваний час роботи алгоритму лінійно залежить від розміру вхідного масиву.
Зауваження: середній час роботи буде лінійним навіть у випадку нерівномірного розподілу елементів масиву. Для лінійного часу необхідно лише, щоб сума квадратів кількостей елементів в кожній комірці лінійно залежала від загальної кількості елементів.